# Фторид титана(IV)
Фторид титана(IV) — неорганическое соединение, соль металла титана и плавиковой кислоты с формулой TiF4, белые кристаллы, реагирует с водой.

## Получение
- Реакция фтора и титана:

{\displaystyle {\mathsf {Ti+2F_{2}\ {\xrightarrow {150^{o}C}}\ TiF_{4}}}}
- Растворение хлорида титана(IV) в избытке концентрированной плавиковой кислоте:

{\displaystyle {\mathsf {TiCl_{4}+4HF\ {\xrightarrow {100-120^{o}C}}\ TiF_{4}+4HCl}}}

## Физические свойства
Фторид титана(IV) образует белые, расплывающиеся на воздухе кристаллы, которые легко возгоняются при нагревании.
Хорошо растворяется в плавиковой кислоте, плохо растворяется в эфире.
С аммиаком образует аддукты вида TiF4•n NH3, где n = 2 и 4.

## Химические свойства
- Реагирует с горячей водой:

{\displaystyle {\mathsf {TiF_{4}+3H_{2}O\ {\xrightarrow {100^{o}C}}\ TiO(OH)_{2}\downarrow +4HF}}}
- и перегретым па́ром:

{\displaystyle {\mathsf {TiF_{4}+H_{2}O\ {\xrightarrow {100^{o}C}}\ TiOF_{2}+2HF}}}
- Реагирует с щелочами:

{\displaystyle {\mathsf {TiF_{4}+4NaOH\ {\xrightarrow {}}\ TiO(OH)_{2}\downarrow +4NaF+H_{2}O}}}
- С плавиковой кислотой образует гексафторотитановую кислоту:

{\displaystyle {\mathsf {TiF_{4}+2HF\ {\xrightarrow {}}\ H_{2}[TiF_{6}]}}}
- С растворами фторидов щелочных металлов образует гексафторотитанаты:

{\displaystyle {\mathsf {TiF_{4}+2NaF\ {\xrightarrow {}}\ Na_{2}[TiF_{6}]\downarrow }}}
- Восстанавливается цинком:

{\displaystyle {\mathsf {2TiF_{4}+Zn+6NaF\ {\xrightarrow {}}\ 2Na_{3}[TiF_{6}]\downarrow +ZnF_{2}}}}
- В среде ацетонитрила может реагировать с триметилсилилазидом с образованием оранжевых кристаллов азида титана(IV):

{\displaystyle {\mathsf {TiF_{4}+4(CH_{3})_{3}SiN_{3}\ {\xrightarrow {CH_{3}CN}}\ Ti(N_{3})_{4}+4(CH_{3})_{3}SiF}}}
• Восстанавливается активными металлами(натрий,калий,кальций,магний) до металла:
{\displaystyle {\ce {TiF4 + 4Na ->[t^oC] Ti + 4NaF}}}
{\displaystyle {\ce {TiF4 + 4K ->[t^oC] Ti + 4KF}}}
{\displaystyle {\ce {TiF4 + 2Ca ->[t^oC] Ti +2CaF2}}}
{\displaystyle {\ce {TiF4 + 2Mg ->[t^oC]Ti + 2MgF2}}}